# Шикин, Геннадий Серафимович
Генна́дий Серафи́мович Ши́кин (30 августа 1938 — 25 августа 2006) — советский, российский дипломат. Чрезвычайный и полномочный посол.

## Биография
Член КПСС. Окончил Московский государственный институт международных отношений (МГИМО) МИД СССР. На дипломатической работе с 1962 года.
- В 1976—1986 годах — заместитель заведующего Третьим европейским отделом МИД СССР.
- С 24 октября 1986 по 24 мая 1990 года — чрезвычайный и полномочный посол СССР в Австрии[1][2].
- С 24 мая 1990 по 3 октября 1990 года — чрезвычайный и полномочный посол СССР в Германской Демократической Республике[2][3].
- С 20 сентября 1991 по 29 января 1996 года — чрезвычайный и полномочный посол СССР, затем Российской Федерации в Югославии[4][5].

Похоронен на Кунцевском кладбище Москвы (участок 10), рядом с женой и тестем.

## Семья
Был женат на дочери советского посла Владимира Семёнова Светлане (1936—2003). Сын Константин.

## Награды
- Орден Дружбы народов (1989).
- Благодарность президента Российской Федерации (27 декабря 1999) — за активное участие в подготовке и проведении заседаний руководящих органов Содружества Независимых Государств[6].